# Julian Rehrl
Julian Valerio Rehrl (* 19. August 1997 in Spittal an der Drau) ist ein deutsch-österreichischer Schauspieler und Synchronsprecher.

## Leben
Julian Valerio Rehrl ist der Sohn der Schauspieler Matthias Christian Rehrl und Claudia Maria Haas. Schon früh wurde seine Stimme in Werbespots, Programmankündigungen und Hörspielen eingesetzt. Ab dem Alter von 12 Jahren synchronisierte er Kinder und Jugendliche wie Chlodwig in der Zeichentrick-Serie Der kleine Nick oder Gyselher in der Serie Der kleine Ritter Trenk. Ab 2013 spielte er kleinere Rollen in Polizeiruf 110, Aktenzeichen XY … ungelöst und SOKO 5113.
Seine Ausbildung absolvierte er 2015–2019 an der Hochschule für Schauspielkunst Ernst Busch in Berlin und ist seit 2019 Ensemblemitglied im Wiener Theater in der Josefstadt.
Julian Rehrl ist die deutschsprachige Stimme von Bradley Steven Perry in dessen Rolle als Gabe Duncan in der Fernsehserie Meine Schwester Charlie und im Spielfilm Meine Schwester Charlie UNTERWEGS – Der Film (2011), als Kaz in den Serien Mighty Med – Wir heilen Helden und S3 – Gemeinsam stärker und in der Titelrolle von Jack Parker – nicht ganz schwindelfrei. Außerdem synchronisierte er unter anderem Ryan Ochoa in Pair of Kings – Die Königsbrüder und in einer Episode der Serie Zeke und Luther, Jacopo Olmo Antinori als Lorenzo in Bernardo Bertoluccis letztem Film Ich und Du, Oliver Cywie im Film Die Kinder von Paris, sowie Jimmy Bellinger in der Sitcom Liv & Maddie.

## Filmografie

### Fernsehauftritte
- 2014: SOKO 5113 (Fernsehserie, 1 Folge)
- 2014: Aktenzeichen XY … ungelöst – SL-82
- 2013: Polizeiruf 110 – Morgengruß (Fernsehserie, 1 Folge)
- 2020: SOKO Kitzbühel – Kein Anschluss unter diesem Chat (Fernsehserie)
- 2020: Um Himmels Willen (Fernsehserie, 1 Folge)

### Synchronsprecher
- 2016: S3 – Gemeinsam stärker (Fernsehserie): Kaz
- 2014–2015: Mighty Med – Wir heilen Helden (Fernsehserie): Kaz
- 2014–2016: Liv & Maddie (Fernsehserie): Artie
- 2014: Jack Parker – nicht ganz schwindelfrei: Jack Parker
- 2013: Ich und du: Lorenzo
- 2011: Die Kinder von Paris: Symon Ziegler
- 2011: Der kleine Ritter Trenk (Zeichentrickserie): Gyselher
- 2010–2013: Meine Schwester Charlie (Fernsehserie): Gabe
- 2010–2013: Pair of Kings – Die Königsbrüder (Fernsehserie): Lanny
- 2010–2011: Der kleine Nick (Zeichentrickserie): Chlodwig
- 2010: Nannerl, die Schwester Mozarts: Wolfgang Amadeus
- 2010: The Lovely Bones – In meinem Himmel: Junge

### Theater
- 2016: Szenenstudien an der Ernst Busch:
- Wampilow: Zwanzig Minuten mit einem Engel Chamutow
- Fugard: Master Harold und die Boys Master Harold
- Aischylos/Euripides/Sophokles: Orest Orest
- 2013: Don Juan
- 2013: Krach in Chiozza
- 2012: Antigone
- 2012: Das Kalte Herz
- 2012: Die Mauer des Herrn Mulanus
- 2011: Die verlorene Melodie
- 2011: Als die Raben noch bunt waren